# Campionat capverdià de futbol 2010
La temporada 2010 de la Lliga capverdiana de futbol fou la 31a edició d'aquesta competició de futbol de Cap Verd. Va començar el 8 de maig i va finalitzar el 10 de juliol, una mica després que l'any anterior. El torneig estava organitzat per la Federació Capverdiana de Futbol (FCF). El club Boavista FC va guanyar el seu 3r títol. Cap club va participar en la 2011 CAF Champions League ni a la Copa Confederació de la CAF 2011.
L'Sporting Clube da Praia era el defensor del títol. Van participar en la competició un total de 12 clubs, un de cada lliga insular, i un més com a guanyador del títol de la temporada anterior.
Les victòries més àmplies foren per l'Sporting Praia, que va guanyar 2-7 al Ribeira Brava, i pel Boavista, que va derrotar 7-1 al Solpontense.

## Clubs participants
- Sporting Clube da Praia, guanyador del Campionat capverdià de futbol 2009
- Sporting Clube da Boa Vista, guanyador de la Lliga de Boa Vista de futbol
- SC Morabeza, guanyador de la Lliga de Brava de futbol
- Botafogo FC, guanyador de la Lliga de Fogo de futbol
- Barreirense, guanyador de la Lliga de Maio de futbol
- Académico do Aeroporto, guanyador de la Lliga de Sal de futbol
- Scorpion Vermelho, guanyador de la Lliga de Santiago de futbol (Nord)
- Boavista FC, finalista de la Lliga de Santiago de futbol (Sud)
- Solpontense FC, guanyador de la Lliga de Santo Antão de futbol (Nord)
- Marítimo, guanyador de la Lliga de Santo Antão de futbol (Sud)
- Desportivo Ribeira Brava, guanyador de la Lliga de São Nicolau de futbol
- Batuque FC, guanyador de la Lliga de São Vicente de futbol

### Informació sobre els clubs
| Club                        | Seu           | Estadi                           |
| --------------------------- | ------------- | -------------------------------- |
| Académico do Aeroporto      | Espargos      | Marcelo Leitão                   |
| Barreirense                 | Barreiro      | 20 de Janeiro                    |
| Batuque FC                  | Mindelo       | Adérito Sena                     |
| Boavista FC                 | Praia         | Várzea                           |
| Botafogo FC                 | São Filipe    | 5 de Julho                       |
| Desportivo Ribeira Brava    | Ribeira Brava | João de Deus                     |
| Marítimo                    | Porto Novo    | Estádio Municipal Amílcar Cabral |
| SC Morabeza                 | Nova Sintra   | Aquiles de Oliveira              |
| Scorpion Vermelho           | Santa Cruz    |                                  |
| Solpontense FC              | Ponta do Sol  | João da Serra                    |
| Sporting Clube da Boa Vista | Sal Rei       | Arsénio Ramos                    |
| Sporting Clube da Praia     | Praia         | Várzea                           |

## Classificació

### Grup A
| Pos. | Equip          | PJ | PG | PE | PP | GF | GC | Dif.G | Pts. |
| ---- | -------------- | -- | -- | -- | -- | -- | -- | ----- | ---- |
| 1    | Batuque FC     | 5  | 2  | 3  | 0  | 9  | 3  | +6    | 9    |
| 2    | Boavista FC    | 5  | 2  | 2  | 1  | 15 | 8  | +7    | 8    |
| 3    | Marítimo       | 5  | 2  | 1  | 2  | 7  | 9  | -2    | 7    |
| 4    | SC Morabeza    | 5  | 1  | 3  | 1  | 5  | 4  | +1    | 6    |
| 5    | Botafogo       | 5  | 1  | 2  | 2  | 8  | 13 | -5    | 5    |
| 6    | Solpontense FC | 5  | 1  | 1  | 3  | 7  | 14 | -7    | 4    |

### Grup B
| Pos. | Equip                       | PJ | PG | PE | PP | GF | GC | Dif.G | Pts. |
| ---- | --------------------------- | -- | -- | -- | -- | -- | -- | ----- | ---- |
| 1    | Académico do Aeroporto      | 5  | 4  | 1  | 0  | 12 | 4  | +8    | 13   |
| 2    | Sporting Clube da Praia     | 5  | 3  | 2  | 0  | 16 | 6  | +10   | 11   |
| 3    | Scorpion Vermelho           | 5  | 2  | 0  | 3  | 7  | 8  | -1    | 6    |
| 4    | Sporting Clube da Boa Vista | 5  | 1  | 2  | 2  | 4  | 8  | -4    | 5    |
| 5    | Desportivo Ribeira Brava    | 5  | 1  | 1  | 3  | 6  | 12 | -6    | 4    |
| 6    | Barreirense                 | 5  | 0  | 0  | 5  | 5  | 12 | -7    | 0    |

## Resultats
| Batuque             | 2 - 0 | Marítimo          | 8 maig |
| Botafogo            | 3 - 2 | Solpotense        | 8 maig |
| Morabeza            | 0 - 0 | FC Boavista       | 9 maig |
| Sporting Praia      | 5 - 2 | Barreirense       | 8 maig |
| Académico Aeroporto | 3 - 1 | Scorpion Vermelho | 8 maig |
| Sporting Boavista   | 2 - 2 | Ribeira Brava     | 8 maig |

| FC Boavista       | 4 - 2 | Botafogo            | 15 maig |
| Solpotense        | 1 - 1 | Batuque             | 15 maig |
| Marítimo          | 1 - 0 | Morabeza            | 16 maig |
| Barreirense       | 3 - 4 | Académico Aeroporto | 15 maig |
| Scorpion Vermelho | 2 - 0 | Sporting Boavista   | 15 maig |
| Ribeira Brava     | 2 - 7 | Sporting Praia      | 15 maig |

| Botafogo            | 0 - 4 | Batuque        | 22 maig |
| FC Boavista         | 3 - 4 | Marítimo       | 22 maig |
| Morabeza            | 3 - 1 | Solpotense     | 23 maig |
| Académico Aeroporto | 2 - 0 | Ribeira Brava  | 22 maig |
| Sporting Boavista   | 1 - 1 | Sporting Praia | 22 maig |
| Scorpion Vermelho   | 2 - 1 | Barreirense    | 22 maig |

| Marítimo          | 2 - 2 | Botafogo            | 30 maig |
| Batuque           | 1 - 1 | Morabeza            | 30 maig |
| FC Boavista       | 7 - 1 | Solpotense          | 30 maig |
| Barreirense       | 0 - 1 | Sporting Boavista   | 29 maig |
| Sporting Praia    | 0 - 0 | Académico Aeroporto | 29 maig |
| Scorpion Vermelho | 1 - 2 | Ribeira Brava       | 29 maig |

| Batuque             | 1 - 1 | FC Boavista       | 6 juny  |
| Solpotense          | 2 - 0 | Marítimo          | 6 juny  |
| Morabeza            | 1 - 1 | Botafogo          | 6 juny  |
| Sporting Praia      | 3 - 1 | Scorpion Vermelho | 11 juny |
| Ribeira Brava       | canc  | Barreirense       | 5 juny  |
| Académico Aeroporto | 3 - 0 | Sporting Boavista | 5 juny  |

## Fase final
|  | Semifinals | Semifinals              | Semifinals              | Semifinals | Semifinals |   |             | Final | Final | Final | Final | Final |
|  |            |                         |                         |            |            |   |             |       |       |       |       |       |
|  |            | Boavista FC             | 0                       | 1          | 1          |   |             |       |       |       |       |       |
|  |            | Académico do Aeroporto  | 0                       | 1          | 1          |   |             |       |       |       |       |       |
|  |            | Académico do Aeroporto  | 0                       | 1          | 1          |   | Boavista FC | 2     | 1     | 3     |       |       |
|  |            |                         |                         |            |            |   | Boavista FC | 2     | 1     | 3     |       |       |
|  |            |                         | Sporting Clube da Praia | 0          | 0          | 0 |             |       |       |       |       |       |
|  |            | Sporting Clube da Praia | Sporting Clube da Praia | 0          | 0          | 0 | 1           | 1     | 2     |       |       |       |
|  |            | Sporting Clube da Praia |                         |            |            |   | 1           | 1     | 2     |       |       |       |
|  |            | Batuque FC              | 0                       | 1          | 1          |   |             |       |       |       |       |       |

### Semifinals
| Boavista FC | 0:0 | Académico do Aeroporto |
| ----------- | --- | ---------------------- |
|             |     |                        |

 Estádio da Várzea
Praia
| Sporting Clube da Praia | 1:0 | Batuque FC |
| ----------------------- | --- | ---------- |
|                         |     |            |

 Estádio da Várzea
Praia
| Académico do Aeroporto | 1:1 | Boavista FC |
| ---------------------- | --- | ----------- |
|                        |     |             |

 Estádio Marcelo Leitão
Espargos
| Batuque FC | 1:1 | Sporting Clube da Praia |
| ---------- | --- | ----------------------- |
|            |     |                         |

 Estádio Municipal Adérito Sena
Mindelo

### Final
| Boavista FC | 2:0 | Sporting Clube da Praia |
| ----------- | --- | ----------------------- |
|             |     |                         |

 Estádio da Várzea
Praia
| Sporting Clube da Praia | 0:1 | Boavista FC |
| ----------------------- | --- | ----------- |
|                         |     |             |

 Estádio da Várzea
Praia
| Guanyador Boavista FC 3r títol |

## Estadístiques
- Victòria més àmplia: Boavista FC 7 - 1 Solpontense (30 maig)